# Daddala
Daddala là một chi bướm đêm thuộc họ Erebidae. Chi này phân bổ ở vùng Ấn Úc, từ Tiểu vùng Ấn Độ tới New Guinea.

## Các loài tiêu biểu
- Daddala brevicauda (Wileman & South, 1921)
- Daddala lucilla (Butler, 1881)
- Daddala microdesma (Prout, 1928)
- Daddala quadrisignata Walker, 1865